# Максимо, Марсио
Марсио Максимо Барселос (порт. Márcio Máximo Barcellos ; 29 апреля 1962, Рио-де-Жанейро, Бразилия) — бразильский футбольный тренер.

## Биография
Не играя в футбол профессионально, Максимо в раннем возрасте начал свою тренерскую карьеру. В 1992—1993 гг. молодой специалист некоторое время возглавлял юношескую и молодежную сборную Бразилию, в состав которых входили Роналдо и Роналдиньо. Затем бразилец работал с ближневосточными и африканскими клубами, а в 2003 году возглавлял шотландский «Ливингстон».
На уровне сборных специалист по четыре года тренировал национальные команды Каймановых островов и Танзании. С 2019 года он является наставником сборной Гайаны.